# Cabera heyeraria
Cabera heyeraria är en fjärilsart som beskrevs av Herrich-Schäffer 1848. Cabera heyeraria ingår i släktet Cabera och familjen mätare. Inga underarter finns listade i Catalogue of Life.